# Összbüntetés
Ha az elkövetőt jogerősen több végrehajtandó szabadságvesztésre ítélik, és valamennyi cselekményét a legkorábban jogerőre emelkedett elítélése előtt követte el (ún. quasi halmazat), akkor ezeket a jogerősen kiszabott büntetéseket összbüntetésbe kell foglalni. A kiszabott összbüntetés tartama meghaladja az összefoglalt legsúlyosabb büntetés és a rövidebb büntetés vagy büntetések egyharmad részének összegeként számolt tartamot, de nem éri el az összbüntetésbe foglalt  szabadságvesztések együttes tartamát.
Az összbüntetés azt a hátrányt hivatott kiküszöbölni, hogy az elkövetőt nem egy eljárásban ítélték el halmazati büntetésre a cselekményei miatt, holott erre – elvileg – lehetőség lett volna.

## A 2012. évi C. törvényben
A hatályos Büntető törvénykönyv 2013. július 1-jei hatályba lépését követően az összbüntetés gyakorlati problémái ismételten előtérbe kerültek. Írásuk elsősorban a jelen hatályos összbüntetési szabályokat, az ott felmerülő esetleges gyakorlati kérdéseket veti fel. Jelenleg a mostani összbüntetési ítéleteknél az 1978. évi IV. törvény és a 2012. évi C. törvény szabályait párhuzamosan kell alkalmazni.
Az új Btk. szigorította az 1978. évi IV. törvény vonatkozó szabályait. A szigorítás abban nyilvánul meg, hogy az új Btk. már egyértelműen kizárja a quasi quasi összbüntetés lehetőségét. Az új Btk. 93. § (1) bekezdése szerint ugyanis, ha az elkövetőt több, határozott ideig tartó szabadságvesztésre ítélik, a jogerősen kiszabott büntetéseket – törvényben meghatározottak szerint – összbüntetésbe kell foglalni, ha az elkövető valamennyi bűncselekményt a legkorábbi elsőfokú ítélet kihirdetését megelőzően követte el.
A jogalkotó tehát egyértelműen kimondta, hogy ha az újabb bűncselekmény elkövetése az elsőfokú ítélet meghozatalának és jogerőre emelkedésének időtartama között történik, akkor az nem összbüntethető. Szigorodott továbbá a szabályozás abban a vonatkozásban is, hogy míg korábban a már összbüntetésbe foglalat ítéletek ismételten összbüntetésbe foglalhatók voltak (3/2002 Büntető jogegységi határozat), addig az új szabályozás szerint nem foglalható összbüntetésbe a korábban már összbüntetésbe foglalt büntetés.

## A büntetőeljárásban
Az új Btk. hatályba lépésével egyidejűleg a büntetőeljárásról szóló 1998. évi XIX. törvény (rövidítve Be.) összbüntetésre vonatkozó szabálya úgy  módosult, hogy az elítélt, a védő vagy az ügyész indítványozhatja az összbüntetési eljárás lefolytatását. Az összbüntetési eljárás lefolytatásához –  – az elítélt hozzájárulását  be kell szerezni.
A Be. kimondja, hogy a büntetőeljárást a cselekmény elbírálásakor hatályban lévő törvény szerint kell elbírálni. Ez azt jelenti, hogy az összbüntetésre vonatkozó eljárási szabályokat függetlenül attól alkalmazni kell, hogy az ítéleteket a korábbi vagy az új Btk. alapján foglalják-e összbüntetésbe.
A Be. 574. § (4) bekezdését 2015. január 1. napjával ismételten módosították.

## Korábbi joggyakorlat
- 3/2002. BJE sz. határozat